# Hypoponera rothkirchi
Hypoponera rothkirchi es una especie de hormiga del género Hypoponera, subfamilia Ponerinae.